# Onthophagus ruandanus
Onthophagus ruandanus là một loài bọ cánh cứng trong họ Bọ hung (Scarabaeidae).